# Parasophroniella javanica
Parasophroniella javanica är en skalbaggsart som beskrevs av Stefan von Breuning 1957. Parasophroniella javanica ingår i släktet Parasophroniella och familjen långhorningar. Inga underarter finns listade i Catalogue of Life.